# Numeración de la cultura de los campos de urnas
|           | 0  |
| /         | 1  |
| //        | 2  |
| ///       | 3  |
| ////      | 4  |
| \         | 5  |
| /\        | 6  |
| //\       | 7  |
| ///\      | 8  |
| ////\     | 9  |
| \\        | 10 |
| /\\       | 11 |
| //\\      | 12 |
| ///\\     | 13 |
| ////\\    | 14 |
| \\\       | 15 |
| /\\\      | 16 |
| //\\\     | 17 |
| ///\\\    | 18 |
| ////\\\   | 19 |
| \\\\      | 20 |
| /\\\\     | 21 |
| //\\\\    | 22 |
| ///\\\\   | 23 |
| ////\\\\  | 24 |
| \\\\\     | 25 |
| /\\\\\    | 26 |
| //\\\\\   | 27 |
| ///\\\\\  | 28 |
| ////\\\\\ | 29 |

Durante el comienzo de la cultura de los campos de urnas, hacia el 1200 a. C., aparecen en Centroeuropa una serie de hoces de bronce votivas con marcas que se han interpretado como un sistema de numeración.

## Descubrimiento
En 1946 se encontró en Frankleben (en la comarca de Merseburg-Querfurt) un depósito con más de 250 hoces correspondientes a una época entre el 1500 y el 1250 a. C. Este hallazgo se suma a la serie de depósitos de la cultura de los campos de urnas encontrados en la zona del río Saale, que han permitido recuperar unas 600 hoces y otros objetos. Las hoces no muestran signos de uso, por lo que se cree que fueron creadas y enterradas en hoyos con fines rituales.
En las hoces llama la atención una serie de marcas que se distribuyen en dos posiciones: trazos simples, debajo del botón que sobresale cerca de donde debería estar el mango, y signos más complejos, en el ángulo de la hoz o en la base (véase imagen enlazada al final). Los trazos simples se han interpretado como un sistema de numeración.
Se han encontrado otros objetos que muestran estas marcas, como el sello de Ruthen (del Bronce final), que muestra el signo ////\\\\\ y el vaso de Coswig (entre el 1200 y el 1000 a. C.), que también muestra el signo ////\\\\\ acompañado por otros símbolos. En el caso del vaso de Coswig, da la impresión de que fue una mano entrenada la que escribió una serie compleja de signos sobre la superficie de barro.

## El sistema de numeración
El sistema de numeración descubierto es de base cinco, también llamado sistema quinario. Las unidades se escriben con un trazo inclinado de arriba-derecha a abajo-izquierda «/» y los conjuntos de cinco con un trazo de arriba-izquierda a abajo-derecha «\». Se han encontrado números del 1 = / al 29 = ////\\\\\.

## Interpretación
Estas marcas en relieve, únicas en objetos de la Edad del Bronce, fueron introducidas en los moldes de fundición y no fueron creadas sobre los objetos terminados. El que se realizaran las marcas sobre el barro del molde, unas veces a mano, otras con sellos, y que se corrigieran los signos incorrectos indican un propósito y una planificación previa. El sistema de marcado del barro recuerda al del cuneiforme de Mesopotamia.
El que no se hayan encontrado más que los números del 1 al 29, cuando teóricamente se puede emplear el sistema para escribir un número ilimitado, se ha interpretado en base al ciclo lunar de 29,5 días. Las culturas que emplean un calendario lunar habitualmente deciden entre 29 y 30 días para su calendario y corrigen el desfase anual por diversos medios. Si se acepta esta interpretación, cada hoz representaría un día del ciclo lunar.
Importante es también el hecho de que la forma de la hoz recuerda a la luna creciente, lo que podría explicar la importancia de este objeto en el culto de la cultura de los campos de urnas.
Así se ha interpretado el signo sobre el sello de Ruthen y el vaso de Coswig, 29 = ////\\\\\, como símbolo del ciclo lunar. En general, se cree que la escritura codifica tanto el ciclo lunar como el ciclo agrícola relacionado con la Luna y el Sol.

## Otros signos
Existen otra serie de símbolos que aparecen sobre las hoces y que todavía no se han podido interpretar. Sin embargo está claro que estos signos siguen reglas determinadas que son válidas en todo el territorio de influencia.
Algunos de esos signos permiten agruparse en conjuntos de 1 a 4 por lo que se ha propuesto que son algún tipo de numeración en base cinco.
| 56 | 57 | 55 | 53 | 52 | 54 | 44 | ● 58    |
| 66 | 67 |    | 63 | 62 | 64 |    | ●● 68   |
| 76 | 77 |    | 73 | 72 | 74 |    | ●●● 78  |
| 86 | 87 | 85 |    | 82 | 84 |    | ●●●● 88 |

Finalmente existen algunos signos que no se han podido incluir en ningún conjunto:
| 16 | 22 | 25 | 26 | 33 | 36 | 42 | 43 | 69 |

Los números 22, 25, 33, 36, 43 y 69 y los 24, 52, 53, 54, 56, 62, 63, 64, 66, 73, 74, 84 y 86 aparecen en la base de las hoces. Los números 16, 26 y 42 y los 44, 52, 54, 55, 57, 58, 62, 64, 67, 68, 72, 74, 77, 78, 82, 84, 85, 87 y 88 aparecen en el ángulo de las hoces. Los números 52, 54, 62, 64, 74 y 84 aparecen en las dos posiciones.

## Hipótesis de las runas
Se ha relacionado esta escritura con la escritura de las runas germánicas, no solo por la coincidencia geográfica sino también por el carácter agrícola/lunar que tienen. Ya desde antiguo se constató que las runas aparecen a menudo con símbolos no rúnicos, incluso combinados en el mismo objeto. Además los signos ᛃ j, ᛜ ng y también ᚷ g no encuentran correspondencias en el alfabeto etrusco del que supuestamente procede el alfabeto futhark. Por otra parte, las letras ᛃ j, ᛜ ng y ᚲ k se diferencian de las demás runas por su tamaño menor. Las runas también se caracterizan, además de representar un sonido, por poseer nombres.
Bajo la hipótesis de que los nombres de algunas runas fueran adaptados de usos anteriores, los nombres de esas runas podrían dar pistas sobre el significado de los símbolos de la cultura de las urnas. Así, si se selecciona el signo que tiene más combinaciones con otros, el que aparece con más frecuencia y el más característico se puede hacer la siguiente equivalencia:
| Símbolo | Runa | Equivalencia | Significado      |
| 22      | ᛃ    | jera         | año              |
| 69      | ᛜ    | ingwaz       | dios             |
| 36      | ᚷ    | gebô         | dádiva, presente |

No deja de ser una hipótesis interesante que quizás nunca pueda ser confirmada.